# Cyfrowy styl życia
Cyfrowy Styl Życia – drugi album Sidneya Polaka wydany 27 marca 2009 roku nakładem EMI Music Poland. Nagrania dotarły do 13. miejsca zestawienia OLiS.

## Lista utworów
Źródło.
1. „Szach-mat” – 3:46
2. „Deszcz” – 3:37
3. „Blask” (oraz EastWest Rockers) – 4:30
4. „Miłość w formacie jpeg” – 3:47
5. „Zwolnij dziś” – 3:17
6. „To był dzień w Warszawie” – 5:28
7. „Wieżowce” – 4:42
8. „Marry & Jerry” (oraz Kasia Nosowska) – 3:32
9. „SOS” – 3:35
10. „Wyspa Man” – 3:37
11. „Skuter” – 3:39
12. „Natalia” – 3:42
13. „Sztorm” – 4:12
14. „Ostatni dźwięk” (oraz Isa, Pezet) – 7:22